# 프톨레마이오스 15세 필로파토르 필로메토르 카이사르
프톨레마이오스 15세 필로파토르 필로메토르 카이사르 또는 별칭 카이사리온(그리스어: Πτολεμαίος ΙΕ' Φιλοπάτωρ Φιλομήτωρ Καίσαρ, Καισαρίων , 기원전 47년 6월 23일 – 기원전 30년)은 기원전 44년 9월 2일부터 기원전 30년 8월까지 이집트를 지배한 프톨레마이오스 왕조의 마지막 왕이다. 어린아이 때부터 자신의 어머니인 클레오파트라 7세와 함께 공동으로 통치했다. 별칭인 카이사리온은 "작은 카이사르"라는 뜻으로 로마 공화정의 율리우스 카이사르의 아들로 알려져 있다.

## 생애
카이사리온으로 더 많이 알려진 프톨레마이오스 15세 또는 프톨레마이오스 카이사르는 기원전 47년 6월 23일 이집트에서 태어났다. 어머니는 클레오파트라 7세이고 아버지는 율리우스 카이사르라고 알려져 있다. 기원전 46년부터 기원전 44년까지 그와 어머니 클레오파트라는 로마에서 카이사르의 손님으로 있었다. 로마에서 클레오파트라는 카이사리온이 카이사르의 뒤를 이어 로마와 이집트의 제왕이 되길 원했다. 그러나 기원전 44년 3월 15일 카이사르가 암살당하자 두 사람은 이집트로 돌아왔고 같은 해 9월 2일 클레오파트라는 이제 3살인 카이사리온을 이집트의 공동통치자로 지명하고 함께 왕이 되었다.
로마에서 마르쿠스 안토니우스는 옥타비아누스, 레피두스와 함께 제2차 삼두정치를 형성하고 동방지역을 관할하게 되었을 때 이집트는 안토니우스의 영향아래에 있었다. 클레오파트라는 안토니우스와 협력하여 옥타비아누스와 긴장관계에 들어갔고 안토니우스는 카이사리온을 카이사르의 유일한 적자이자 상속자로 선포하여 카이사르의 양자인 옥타비아누스를 자극하였다. 이로써 옥타비아누스와 안토니우스는 긴장관계를 넘어 내전으로 돌입했다.
악티움 해전에서 클레오파트라-안토니우스 연합군이 패하고 기원전 30년 옥타비아누스의 군대가 이집트에 상륙하자 클레오파트라는 이제 17살이 된 카이사리온을 살리기 위해 홍해의 항구로 보냈으며, 카이사리온은 살아 남았다. 하지만 이후 옥타비아누스에 의해 알렉산드리아에서 사형에 처해졌기 때문에 이집트의 프톨레마이오스 왕조는 기원전 30년 멸망하고 말았다.

## 같이 보기
- 클레오파트라의 재위 기간